# Dimerogonus insulans
Dimerogonus insulans är en mångfotingart som beskrevs av Carl Graf Attems 1903. Dimerogonus insulans ingår i släktet Dimerogonus och familjen Cambalidae. Inga underarter finns listade i Catalogue of Life.